# Lithocarpus fohaiensis
Lithocarpus fohaiensis là một loài thực vật có hoa trong họ Cử. Loài này được (Hu) A.Camus mô tả khoa học đầu tiên năm 1948.